# Chrysis terminata
Chrysis terminata (лат.) — вид ос-блестянок рода Chrysis из подсемейства Chrysidinae.

## Распространение
Западная Палеарктика: от западной Европы до центральной Азии. В северной Европе: Латвия, Литва, Норвегия, Швеция.

## Описание
Длина — 6—10 мм. Ярко-окрашенные металлически блестящие осы. По окраске, строению и габитусу этот вид близко напоминает C. ignita. Однако лобный киль имеет медиально четыре зубовидных бугорка у обоих полов, мезосома более однородно синяя без обширных зеленых участков на переднеспинке и мезоскутеллуме, а тело немного более вытянутое с более параллельными боками. Клептопаразиты ос: Ancistrocerus (Vespidae). Период лёта: апрель — август.